# Mark Verstegen
Mark Verstegen (* 9. Juni 1969) ist ein US-amerikanischer Fitnessexperte, -trainer und Buchautor.
1992 wurde er stellvertretender Direktor des Sportförderprogramms des US-Bundesstaates Georgia und entwickelte das Fitness-Programm Core Performance für American Football, Basketball, Fußball und Golf.
1995 gründete er in Bradenton, Florida das »International Performance Institute«. Das Institut wurde weltweit bekannt, nachdem es den bis dato völlig neuen Ansatz verfolgt hatte, Mannschaftssportler wie Einzel-Athleten auszubilden.
Verstegen wurde ab 2004 einer breiteren Öffentlichkeit in Deutschland bekannt, als er vom damaligen deutschen Fußball-Bundestrainer Jürgen Klinsmann in der Vorbereitung auf die Fußball-Weltmeisterschaft 2006 als Fitnesstrainer der deutschen Fußballnationalmannschaft angestellt wurde. Klinsmann wollte damit neue, mehr am Training in den USA orientierte Methoden im deutschen Fußball einführen. Nach anfänglicher Skepsis hat die Führungsspitze des DFB, auch angesichts des Erfolges der deutschen Mannschaft bei der WM 2006 (Erreichen des dritten Platzes), die Fitnesstrainer und ihre neuen Methoden begrüßt. Auch unter Joachim Löw, Klinsmanns ehemaligem Assistenten und Nachfolger als DFB-Teamchef, waren sie Bestandteil des Trainings.

## Publikationen
- Core performance. Das revolutionäre Workout-Programm für Körper und Geist. Riva, München 2006, ISBN 3-936994-31-5.
- "Core Performance für Frauen" Riva, München 2010, ISBN 978-3-86883-056-9.